# Christian Brandstätter

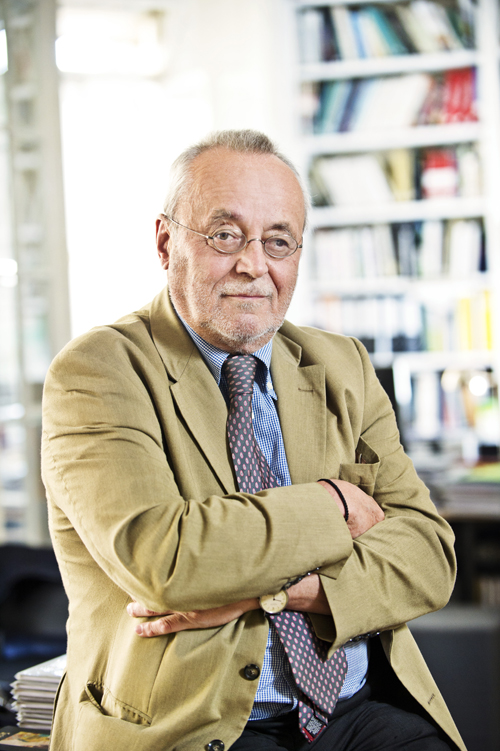
Christian Brandstätter (2012)

Christian Brandstätter (* 21. September 1943 in Lambach, Oberösterreich; † 24. Jänner 2024) war ein österreichischer Verleger, Herausgeber, Autor und Kunstsammler mit Schwerpunkt Fotografie. Er war ab 1968 im Verlagswesen tätig und gründete 1982 den Christian Brandstätter Verlag in Wien.

## Leben
Christian Brandstätter studierte von 1961 bis 1965 Rechtswissenschaften an der Universität Wien. Nach abgeschlossenem Studium arbeitete Brandstätter ab 1968 als Privatsekretär und leitender Mitarbeiter im Verlag Fritz Moldens, wo er 1974 eine eigene Bildbandabteilung, die Molden Edition Grafische Kunst, begründete. Im Mai 1982 musste der Molden Verlag überraschend Insolvenz anmelden. Der Journalist Hans Heinz Hahnl notiert dazu in der Arbeiter-Zeitung:

„Die Verlagslandschaft ist sicher ärmer, wenn es Molden nicht mehr geben sollte. Nicht zuletzt, wenn der unverwechselbare Bildbuchstil verschwände, den Christian Brandstätter hier geprägt hat.“

Im Anschluss an den Konkurs Moldens folgte die Entscheidung zur Gründung des Christian Brandstätter Verlags. Brandstätter übernahm dafür das Herbstprogramm der Molden Edition in seinen wesentlichen Teilen für den jungen Verlag. Der Theaterkritiker und Schriftsteller Hans Weigel schreibt anlässlich der Verlagsgründung:

„Er [Christian Brandstätter] scheint mir ein geborener, sogar der allergeborenste Verleger in weitem Umkreis […] Macher und Liebhaber von Büchern in Personalunion, ein Kenner, ein großer Gestalter.“

Als Schaffensfeld hatte sich Brandstätter schon zur Zeit der Molden Edition „das schöne, werkgerechte Buch“ erkoren. Mit Publikationen zur Kunst und Kultur der Wiener Belle Epoque, Bildbänden historischer und zeitgenössischer Fotografie und Sachbüchern zu unterschiedlichen Themen der Kunst, Kultur und Geschichte konnte sich Christian Brandstätter als Verleger, Gestalter und Autor im Laufe der 1980er Jahre weiter am Markt etablieren.
Nach einem fehlgeschlagenen Großprojekt musste Christian Brandstätters Verlag 1991 vom Österreichischen Bundesverlag (ÖBV) übernommen werden, welcher Anfang 2003 wiederum von der Klett-Gruppe aufgekauft wurde.
Christian Brandstätter blieb bis 2005 als verlegerischer Geschäftsführer des Verlags tätig und erwarb im selben Jahr 50 % des Unternehmens im Management-Buy-out zurück. Weitere 50 % wurden von einem Kooperationspartner übernommen.
2007 gründete Christian Brandstätter mit dem Münchner Verleger Johannes Thiele den Thiele Verlag, an dem Brandstätters Unternehmen bis zum Jahr 2013 zu 51 % beteiligt war.
2011 zog sich Brandstätter aus den geschäftlichen Belangen des Stammverlags zurück, der heute zu den „führenden Bildband- und Kunstbuchverlage[n] Österreichs“ zählt.
Von 1993 bis 2003 war Brandstätter als Lehrbeauftragter am Institut für Publizistik der Universität Wien tätig.
2002 gründete Christian Brandstätter mit seinem Sohn Nikolaus Brandstätter das Unternehmen IMAGNO brandstätter images, eine Agentur für historische Bildrechte, die neben Brandstätters Privatsammlung inzwischen insgesamt rund 4 Millionen Bilder aus österreichischen Bildarchiven verwaltet und vermarktet. 2022 wurde die Marke im Rahmen des 20-Jahr-Jubiläums auf den Namen brandstaetter images geändert.

## Publikationen
Brandstätter war Autor und Gestalter zahlreicher Bildbände, u. a. Klimt und die Frauen, Damals in Wien, Klimt und die Mode, Design der Wiener Werkstätte sowie Herausgeber der Reihe Die Welt von gestern in Farbe.

### Autor / Gestalter (Auswahl, chronologisch)
- Oberösterreich, Wien: Molden Ed. Graphische Kunst, 1975. ISBN 3-217-00727-1
- Burgenland, Wien: Molden Ed. Graphische Kunst, 1976. ISBN 3-217-00799-9
- Bayern, Wien: Molden Ed. Graphische Kunst, 1977. ISBN 3-217-00872-3
- Made in Germany : die Gründerzeit deutscher Technik und Industrie in alten Photographien 1840–1914, Wien: Molden, 1977. (mit Franz Hubmann) ISBN 3-217-00782-4
- Werner J. Schweiger: Wiener Werkstätte: Kunst und Handwerk 1903–1932, Wien: Christian Brandstätter Verlag, 1983. ISBN 3-85447-002-9
- Stadtchronik Wien: 2000 Jahre in Daten, Dokumenten und Bildern, Wien: Christian Brandstätter Verlag, 1986. ISBN 3-85447-229-3
- Gustav Klimt und die Frauen, Wien: Christian Brandstätter Verlag, 1994. ISBN 3-85447-493-8
- Damals in Wien: Menschen um die Jahrhundertwende, Wien: Christian Brandstätter Verlag, 1995. (mit Franz Hubmann), ISBN 3-85447-532-2
- Klimt und die Mode, Wien: Christian Brandstätter Verlag, 1998. ISBN 3-85447-788-0
- Design der Wiener Werkstätte: 1903–1932, Wien: Christian Brandstätter Verlag, 2003. ISBN 3-85498-124-4

### Herausgeber (Auswahl, chronologisch)
- Johann Christoph Allmayer-Beck: Marksteine der Moderne: Österreichs Beitrag zur Kultur- und Geistesgeschichte des 20. Jahrhunderts, Wien: Molden, 1980. (Hrsg. mit Rupert Feuchtmüller) ISBN 3-217-01057-4
- André Heller: Die Ernte der Schlaflosigkeit in Wien, München: Goldmann, 1980. ISBN 3-442-26902-4
- Gerhart Langthaler: Das andere Österreich: die reale Perspektive, Wien: Molden, 1981. ISBN 3-217-01210-0
- Das Wiener Kaffeehaus, einleitender Essay von Hans Weigel, Text- und Bildauswahl von Christian Brandstätter und Werner J. Schweiger, München : Goldmann 1981, ISBN 978-3-442-26904-4
- Franz Grieshofer: Häuser, Trachten, Bräuche: Bildzeugnisse österreichischer Kultur, Wien: Christian Brandstätter Verlag, 1984. ISBN 3-85447-058-4
- André Heller: Bilderleben: Öffentliches & Privates ; 1947–2000, Wien: Christian Brandstätter Verlag, 2000. ISBN 3-85498-008-6
- 365 x Österreich: das Lebens-Tagebuch für ÖsterreicherInnen, Wien: Christian Brandstätter Verlag, 2003. (Hrsg. mit Lois Lammerhuber) ISBN 3-85498-279-8
- Hans Bisanz [u. a.]: Wien 1900: Kunst und Kultur ; Fokus der europäischen Moderne, Wien: Christian Brandstätter Verlag, 2005. ISBN 3-85498-355-7
- Wien – Die Welt von gestern in Farbe, Wien: Christian Brandstätter Verlag, 2008. ISBN 978-3-85033-237-8
- Mythos Alpen – Die Welt von gestern in Farbe, Wien: Christian Brandstätter Verlag, 2010. (Hrsg. mit Christian H. Stifter) ISBN 978-3-85033-321-4
- Das Wiener Kaffeehaus. Christian Brandstätter, Wien/München 2020, ISBN 978-3-7106-0453-9.